# Campaña de Valencia
La Campaña de Valencia (o Rebelión de Valencia) fue una campaña militar emprendida por los patriotas contra la ciudad de Valencia durante el año 1811 con el objetivo de recuperar las provincias del occidente del país y hacer que éstas se sometieran al gobierno de la Junta Suprema. La ciudad se había alzado en armas a favor del rey Fernando VII de España y el gobierno de la Primera República de Venezuela envió al brigadier Francisco Rodríguez del Toro y luego al général de division Francisco de Miranda a someterla.

## Antecedentes
El 5 de julio de 1811, se proclamó la Declaración de Independencia en Caracas. En respuesta, muchos colonos procedentes de las islas Canarias empezaron a conspirar contra el nuevo régimen de la Primera República de Venezuela. Antes del amanecer del 11 de julio, en la sabana de El Teque, cerca de Caracas, se reunieron al grito de: «¡Vivan el Rey la Virgen del Rosario, mueran los traidores!», 60 canarios armados con trabucos y corazas de lata a las órdenes del rico comerciante canario José María Sánchez, el padre dominico Juan José García y el doctor Antonio Gómez. En una reñida refriega fueron vencidos por los vecinos del pueblo y la milicia local, unos 150 combatientes. Para las 16:00 horas fueron rodeados y arrestados, resultando fusilados 16 de sus cabecillas el 15 de julio, exponiéndose sus cabezas en picas en diversos puntos de Caracas.
Ese mismo día, la población civil de Valencia se levantó a las órdenes del venezolano Juan Antonio Baquero y el fraile Pedro Hernández, desconociendo la Declaración. Es posible que hubiesen conspirando en conjunto con los alzados en Los Teques. Rápidamente tomaron los cuarteles, enarbolaron el estandarte de la Corona de Castilla, se hicieron vítores a Fernando VII de España y la religión católica y mueras al nuevo régimen. Se sumaron al movimiento mulatos, criollos y españoles, incluyendo muchos canarios y vizcaínos, como Jacinto Iztueta y el militar Melchor Somarriba. Uno de los factores que contribuyó al movimiento fue el deseo de muchos valencianos de formar una provincia separada de Caracas, lo que veían imposible de seguir dominando el poder revolucionario. El cronista oficial de Valencia, Guillermo Mujica Sevilla, dice que todo se debió a que se consideraba «que ir contra el rey de España era ir contra el mandato divino» pues «el Rey gobernaba por derecho divino». Además, «y quizás al acostumbramiento al mando de España y su Rey, y quizás también por ignorancia, sobre la significación del proceso independentista».
De inmediato, organizaron grupos armados que tomaron toda la ciudad, matando o arrestando a sus independentistas locales. Valencia era una de las ciudades más importantes de Venezuela, con más de 10 000 habitantes a orillas del lago homónimo, controlaba el acceso a los valles de Aragua que comunicaban los Llanos del Orinoco y la costa caribeña. Sin embargo, la urbe no contaba con el apoyo de los pueblos de sus alrededores y las autoridades patriotas rápidamente dispusieron de defensas en las localidades, garantizando el aislamiento de la rebelión dentro de la ciudad. Por ejemplo, los vecinos de San Carlos se movilizaron al mando del capitán Ignacio Zarraga y cortaron las comunicaciones de Valencia con Coro, algo vital para los realistas.
El periodista monárquico José Domingo Díaz dice que los españoles de Puerto Cabello se mantuvieron en calma ante la rebelión, pero el capitán H. J. Fraser del navío británico Avon declaró: «Los españoles europeos de Puerto Cabello han sido aprisionados y sus propiedades confiscadas: todos los buques han sido secuestrados allí y en La Guaira».

## Fuerzas enfrentadas
El capitán Fraser afirmaba: «La ciudad de Valencia se ha declarado contra esta medida [la independencia] y se dice que 4.000 hombres, al mando del general Miranda, marchan de Caracas a someterla». Robert Semple, viajero y comerciante inglés, visitó Venezuela entre 1810 y 1811, dice que en los combates del 24 de julio los caraqueños eran unos 2600 hombres, mientras que los valencianos podían estimarse en 700 como mucho. Posteriormente, Miranda siguió refuerzos frente a un enemigo que se debilitaba, el 8 de agosto quedaban 500 defensores frente a 5000 atacantes. El historiador Rafael Pardo Rueda eleva los defensores a 900 en el penúltimo día de batalla. El historiador militar, coronel Tomás Pérez Tenreiro, afirmaba: «Pero los alzados pasaban de 2.000, cuya fuerza estaba disminuida por las desventajas de su situación, ya que se encontraban encajados dentro de territorio cuyas poblaciones o eran francamente adversas o no les prestaron ninguna ayuda». El presbítero Pedro Gamboa afirmaba «pues con solos quatrocientos hombres de guarnicion se oponian á quatro mil que la rodeaban [sic]». Bonalde afirma que los republicanos movilizaron un gran ejército: «tomada Valencia el 13 de agosto del mismo año, por 6 ú 8.000 hombres, y los mejores caudillos de Caracas».

## Campaña

### Ofensiva del marqués
El 13 de julio, el presidente Cristóbal Mendoza informó al Congreso de lo sucedido en Valencia y llamó a reunir todos los recursos para sofocar la rebelión. Se nombró como comandante de la expedición al brigadier Francisco Rodríguez del Toro, el marqués del Toro, con su hermano menor el también brigadier Fernando Rodríguez del Toro, como segundo al mando. Al mismo tiempo, se organizó un cuerpo de milicias en Aragua con el coronel Simón Bolívar a la cabeza para vigilar a los rebeldes. El ejército salió de Caracas el 15 de julio y llegó a Maracay el día 18. El marqués marchó por los valles de Aragua y luego alrededor del lago de Valencia. Al intentar atravesar el desfiladero de La Cabrera, entre Maracay y Guacara, con 700 soldados es emboscado por el vasco Jacinto Iztueta, 200 soldados realistas apostados en las alturas y el fuego de los cañones de las embarcaciones en el lago. El marqués es vencido y sus tropas huyen. Mantiene una posición defensiva en La Cabrera, por lo que cae en desgracia. Este fue el primer combate de Bolívar.
El «general de los nobles» fue desplazado, pues se requería a alguien con más experiencia. La Junta Patriótica decide nombrar Comandante del Ejército a Francisco de Miranda, quien exige que Bolívar no sea parte de la expedición. Al parecer, no se fiaba de él, pues era pariente del desplazado marqués, y porque Bolívar deseaba expulsar a los europeos afincados en el país hasta que España reconociese la independencia, mientras que Miranda quería una política más conciliadora. Sin embargo, el reemplazó del marqués por Miranda, venido de la revolución francesa, sólo exacerbó el sentimiento religioso de los monárquicos y les animó a resistir, en especial a los corianos.

### Intentos de auxilio
El gobernador de Coro, coronel José Ceballos, envía soldados en apoyo a los realistas valencianos, pero fue un contingente pequeño porque sus fuerzas eran muy escasas. El capitán Eusebio Antoñanzas manda un destacamento mixto de infantería y caballería hacia San Felipe para distraer aparte de las fuerzas independentistas. Marchó por San Luis desde Coro con 600 infantes, 200 jinetes y alguna artillería ligera. Siguen por Carora y Barquisimeto. La dura marcha le hizo perder a muchos de sus hombres y se encontró que el marqués lo esperaba en Maracay al acercarse a Valencia. Los realistas llegaron a ocupar Ocumare de la Costa y enviaron a sus vanguardias a Mariara y La Cabrera y recibieron refuerzos y órdenes del capitán general de Venezuela, brigadier Fernando Miyares. Ceballos atacó Puerto Cabello, pero el mal clima les impidió atacarla por mar, lo que era necesario para la victoria; en ese espacio de tiempo cayó Valencia.
La mayoría de las fuerzas realistas se concentraba en Maracaibo. El gobernador republicano de Barcelona, general José Antonio María Freites de Guevara, informaba en un artículo de prensa del 10 de abril de 1811 que en Maracaibo «eran dos mil milicianos y mil veteranos». Díaz se lamentaba de la incapacidad del gobierno de Miyares de poder ayudar a los monárquicos alzados: «Los valientes valencianos se vieron en la lucha abandonados á sí mismos: los de Puerto-Cabello se quedaron pasivos espectadores del acontecimiento; y 2000 hombres que mandaba el gobierno de Maracaybo, estaban muy distantes para llegar oportunamente á su socorro». Gamboa dice que el principal problema de Miyares era la falta de dinero para una expedición.
Irónicamente, meses antes, los jefes monárquicos en Guayana proponían grandes planes para una contraofensiva con recursos militares que carecían. Por ejemplo, el marqués de La Romana e ingeniero real José Mariano Aloy exponía al rey su plan de introducir 1000 soldados por el Orinoco para someter Barinas y atacar desde el interior las provincias de Barcelona y Cumaná, mientras otros 1500 atacarían frontalmente las ciudades de Barcelona y Cumaná, y 1500 más serían enviados a Coro para reforzar a Ceballos y atacar los Valles de Aragua en dirección a Puerto Cabello y Caracas.
Respecto de los realistas en Coro, Freites de Guevara sostenía que eran «750 plazas del grupo paramilitar, 200 hombres del ejército regular de España y 50 artilleros peninsulares», y agrega «los Corianos divulgaban con tales medios, formidables expediciones contra estas Provincias, combinadas por mar y tierra». En cambio, el ayudante primero de milicias de Coro, Manuel Bonalde, habla de los hombres reunidos en «ambas provincias» (Coro y Maracaibo) ese año: «escasamente llegaban a 1.000 hombres armados». Según Gamboa, «en Coro habia armados unos mil quatrocientos hombres de buenas tropas». Graziano Gasparini sostiene «Unos mil indios guarnecían la plaza [Coro], entre ellos, las milicias caquetías paraguaneras, destacándose en la defensa de la antigua urbe el capitán caquetío de Moruy Martín López». En cambio, el historiador venezolano Julio Febres-Cordero consideró que toda estimación es difícil de respaldar.
Marítimamente las fuerzas monárquicas también estaban en pésimas condiciones, según Guevara dos goletas realizaban actividades corsarias a sotavento de Caracas y dos navíos de línea de tres puentes que estaban careándose en La Habana. Económicamente, los realistas del mar Caribe estaban arruinados, la revolución en Nueva España había cortado el comercio de las islas Antillas con Veracruz, y Costabarría apenas pudo enviar 100 000 pesos con su flotilla a Coro, de las que nueve décimas partes siguieron a Maracaibo. También informaba que desde Puerto Rico, en febrero de ese año, el «Funcionario Regio» Antonio Ignacio Cortabarría acordó con el gobernador, Salvador Meléndez Bruna, enviar 1000 hombres contra Cumaná, donde esperaban el apoyo de la población. La flotilla estaba las órdenes de Lorenzo Fernández de la Hoz y se formaba de 7 barcos, incluyendo la fragata Cornelia de 44 cañones, una corbeta, dos goletas, un bergantín y dos buques menores, apareciendo en la costa oriental venezolana el 3 de julio. Sin embargo, la junta de Cumaná formó una dictadura al mando del coronel Vicente de Sucre, quien organizó más de 2000 milicianos para la defensa. La flotilla esperó en vano un alzamiento monárquico, pero terminó por irse a Maracaibo el 24 de julio, continuando después a Puerto Rico. Dejaron en la ciudad 400 fusiles y algunos cañones de calibre que quedaron desmontados en la plaza por falta de cureñas y montajes. En Maracaibo los realistas quedaron con 3 bergantines de guerra, dos goletas, la corbeta Príncipe y 18 a 20 oficiales de todas graduaciones, lo que para Gamboa hace aún más extraño que Mirayes no intentara ayudar a los valencianos.
Los valencianos esperaron la ayuda y por eso resistieron un mes, aún cuando se quedaban sin municiones o víveres.

### Ofensiva de Miranda
El 19 de julio Miranda se pone en marcha a la ciudad rebelde. Llega a Maracay el día 21, dándose el otro combate de «esta segunda guerra civil» en Mariara, donde la vanguardia republicana, que no había explorado bien el terreno, es tiroteada por los botes realistas desde el lago, sin embargo, logra derrotarlos después de sufrir algunas bajas. Al pasar por Maracay recibe las levas del coronel Bolívar en Aragua y fuerza el paso de La Cabrera, tomando Guacara el 22 de julio. Ahí se encuentra con Pedro Peñalver, quien le ofrece las proposiciones de paz de los criollos valencianos, que aseguran estar dominados por los europeos y los pardos, quienes les impiden reconocer al Congreso. Miranda decide seguir el avance, pero firma un pacto de capitulación con Peñalver a través de Carlos Soublette, su jefe de Estado Mayor.
El 23 de julio enfrenta en El Morro de Valencia a los realistas, son 800 soldados patriotas contra 300 monárquicos al mando del español Melchor de Somarriba y 4 cañones. Miranda les envía un ultimátum a las 07:00 horas con su edecán, el capitán Pedro Aynerich, esperando sin atacar hasta su retorno, sólo enviando partidas de reconocimiento hasta que los defensores abren fuego sorpresivamente contra sus tropas ligeras a corta distancia.

Se previene a los jefes y tropas que ocupan El Morro y otros militares en las cercanías de Valencia que si disparan un solo tiro de cañón sobre el Ejercito de Venezuela que está en presencia, no solamente la capitulación ofrecida se rechazará a todos, sino que la Ciudad será entrada a espada en mano, y cuantos la habiten castigados con todo el rigor de la guerra. Los jefes personalmente serán responsables al Ejército de cualquier insulto o desorden cometido.
 Francisco de Cuartel General de Los Guayos 23 de julio de 1811.

Los realistas son derrotados y deben escapar a la ciudad. Las piezas de artillería que tenían para defender las trincheras del morro son capturadas junto al ingeniero militar, el comandante Somarriba, el teniente de Justicia Mayor de Valencia Clemente Britapaja y el alcalde ordinario primero José Antonio Guevara. Miranda no se detiene y toma por asalto la urbe, los monárquicos intentan atacar en la entrada para acabar siendo vencidos de nuevo y toda su artillería capturada. El asalto se concentra en los edificios que los realistas defienden con más valor, el cuartel de Pardos y el convento de San Francisco, desde donde podían disparar a resguardo del fuego de los atacantes. Un cuerpo de infantería, caballería y artillería es puesto a las órdenes del brigadier Fernando Rodríguez del Toro y del coronel Simón Bolívar, quienes dirigen el ataque. En la lucha es herido el brigadier, que además pierde su caballo, el comandante de caballería José Lazo y Gabriel Ponto junto a todos los soldados que servían la artillería. Miranda logra que se rindan, pero sin desarmarlos. Los vecinos se encierran en sus casas aterrados, y los republicanos, principalmente pardos, entran en barracas y viviendas a la fuerza, siendo rechazados; fueron dueños de la villa por diez horas. Luego, el general patriota pasa la noche agasajando a sus oficiales con una cena, pero durante el amanecer los monárquicos los atacan por sorpresa y las cansadas tropas republicanas deben huir a toda prisa a Guaraca, a cuatro leguas de la ciudad. Tuvieron que abandonar todos los cañones capturados, muchos prisioneros y 200 muertos o heridos graves, incluyendo muchos oficiales. Mucho del bagaje, municiones y fusiles fueron capturados, junto al hospital donde estaban heridos y enfermos, que fueron degollados. Aunque otras fuentes lo elevan a: «Miranda sufrió un severo descalabro en Valencia y fue perseguido quince millas; se supone que perdió 800 hombres entre muertos y heridos». Semple dice que ambos bandos demostraron mucho valor, pero los monárquicos pardos una especial animosidad. Ante su violencia, muchos vecinos huyen de sus casas a duras penas. Fue la primera vez los realistas armaron a esclavos negros ofreciéndoles su libertad si luchaban. El brigadier Fernando Rodríguez del Toro es seriamente herido por una bala de cañón, sufriendo la amputación de una pierna. En su parte oficial, el general Miranda destaca la participación del brigadier Fernando Rodríguez del Toro, de los coroneles Bolívar y Luis Santinelli y de los tenientes coroneles Florencio Palacios y Luis Arévalo.
Se ha teorizado que todo el evento fue una emboscada, que se atrajo a los republicanos a la plaza Mayor para volverla una «zona de matanza». En cambio, Yanes menciona que esto se debió a: 

Más los españoles y los criollos agentes del Comisionado regio de Puerto Rico, entre los cuales eran los principales los eclesiásticos seculares y regulares, desaprobaron lo estipulado y concedido en la capitulación (…) excitaron al populacho y a las tropas que se hallaban en los cuarteles para que no se sometieran al Gobierno de Caracas, ni al General hereje que había enviado a subyugarlos; y tal fue la vehemencia con que declamaron estos frenéticos, que empuñando las armas los soldados y rompiendo un fuego tan súbito como horroroso, causaron tal destrozo a los republicanos, que el General tuvo a bien retirarse en la obscuridad de la noche, sin detenerse hacia Guacara, por no exponer al ejército a su total destrucción…

Miranda mantuvo la serenidad, estaba ileso, pero muchos hombres de la aristocracia de Caracas había muerto o estaban heridos. A medida que llegaban continuos refuerzos se hizo obvio que su victoria era inevitable. Durante esta rebelión comienza la «guerra social» de pardos contra criollos; de estos últimos, numerosos escaparon de la ciudad, reduciendo el número de defensores a apenas quinientos pues todos los blancos desertaron. El 8 de agosto los patriotas trasladan su cuartel general al Morro, dedicándose a prepararse mejor. A la jornada siguiente tres columnas reinician el ataque contra la ciudad. Iban comandadas por los tenientes coroneles José Martí, Antonio Flores y José Rodríguez y el subteniente de infantería Miguel Carabaño Aponte. El día 10 los realistas, por falta de hombres, se ven obligados a abandonar sus posiciones en los suburbios y atrincherarse en la plaza Mayor, donde los pardos se preparan para defender duramente las calles adyacentes; pierden 3 piezas de artillería y 160 hombres son capturados y los monárquicos queman las casas de la Candelaria. Miranda se dedica a tantear las defensas de Valencia hasta que a las 14:00 horas del 12 de agosto lanza ataques simultáneos a ocho puntos, confundiendo a sus enemigos. Cuenta con 1500 soldados frente a los defensores del comandante N. Landaeta. Así, la plaza es asaltada desde ocho direcciones diferentes. El asalto se vuelve masivo a la jornada siguiente, penetrándose en las defensas y dándose una feroz lucha en las calles. Se rinde la flotilla en el lago, entregando sus cuatro a seis barcos, tripulación, municiones y armas al servicio del general. A las 10:00 horas de combate Landaeta y otros jefes aceptan capitular. Muchos de los prisioneros, antiguos desertores, simplemente se sumaran al ejército victorioso, incluyendo delincuentes, mientras que otros aprovechan el caos para fugarse de las cárceles. Miranda escribió una proclama a los valencianos prometiéndoles seguridad y garantías, y ordena a las tropas que venían de San Carlos y Puerto Cabello regresar a sus cuarteles.

## Consecuencias
Yanes sentencia sobre los republicanos: «El ejército tuvo de pérdida en esta campaña ochocientos muertos (…) y mil quinientos heridos». Esto fue una excepción en la primera fase de la guerra en Venezuela, pues el conflicto se mantuvo en su baja intensidad hasta el año siguiente con la campaña de Domingo de Monteverde. Ante tales pérdidas, el 6 de septiembre el Congreso ordenó a Miranda comparecer para explicar lo sucedido. Los costos de la operación ascendieron a 200 000 pesos. Según Díaz, el gobierno republicano se había gastado en los dos años de existencia los cuatro millones de pesos que estaban en las arcas públicas de Caracas en gastos superfluos. El general permaneció en la urbe hasta el 22 de octubre, organizándola y dejando a cargo al teniente coronel Miguel Uztáriz. Ya en Caracas, sus rivales extendieron las noticias que no obedeció las instrucciones del gobierno durante la campaña. El diputado Francisco Javier Yanes fue nombrado juez para revisar los acontecimientos y las sentencias de muerte emitidas por la Sala de Justicia establecida en la ciudad por el Congreso. Los prisioneros realistas fueron juzgados y condenados a muerte, pero después sus penas se conmutaron y fueron indultados por el Congreso Constituyente, lo que no tuvieron en cuenta los comandantes monárquicos. Esteves González considera que Miranda cometió un error al regresar a Caracas, creyendo vencidos a los realistas, en su lugar debió intentar incursionar sobre Coro.
El gobierno republicano responsabilizó a agentes de Cortabarría de extender calumnias en Valencia para provocar la rebelión. Por ejemplo, se acusó que en la Caracas republicana ya no se bautizaban a los niños o que se había herido y aprisionado al arzobispo. Se responsabilizó de «una criminal ignorancia» a los valencianos por caer en tal engaño y convertir a «Cada casa era un arsenal desde donde la rabia y la perfidia atizadas por el bando europeo sacrificaban impunemente a los pacíficos soldados». Se llamaba a un espíritu de reconciliación y buscar los auspicios divinos a la independencia.
Como consecuencia de esta rebelión, el 21 de diciembre el Congreso sancionó la Constitución Federal, donde se dio autonomía a las siete provincias republicanas (Caracas, Cumaná, Barcelona, Margarita, Mérida, Trujillo y Barinas). Para evitar el centralismo de Caracas, también se declaró que ninguna capital de provincia podía ser la capital federal, así que el 9 de enero de 1812, Valencia era nombrada «Capital Federal de la Confederación de Venezuela». El 23 de febrero el Congreso se trasladó la nueva capital, empezando las sesiones el 19 de marzo y lo haría hasta su disolución el 6 de abril.